# Lenaert Jansz de Graeff

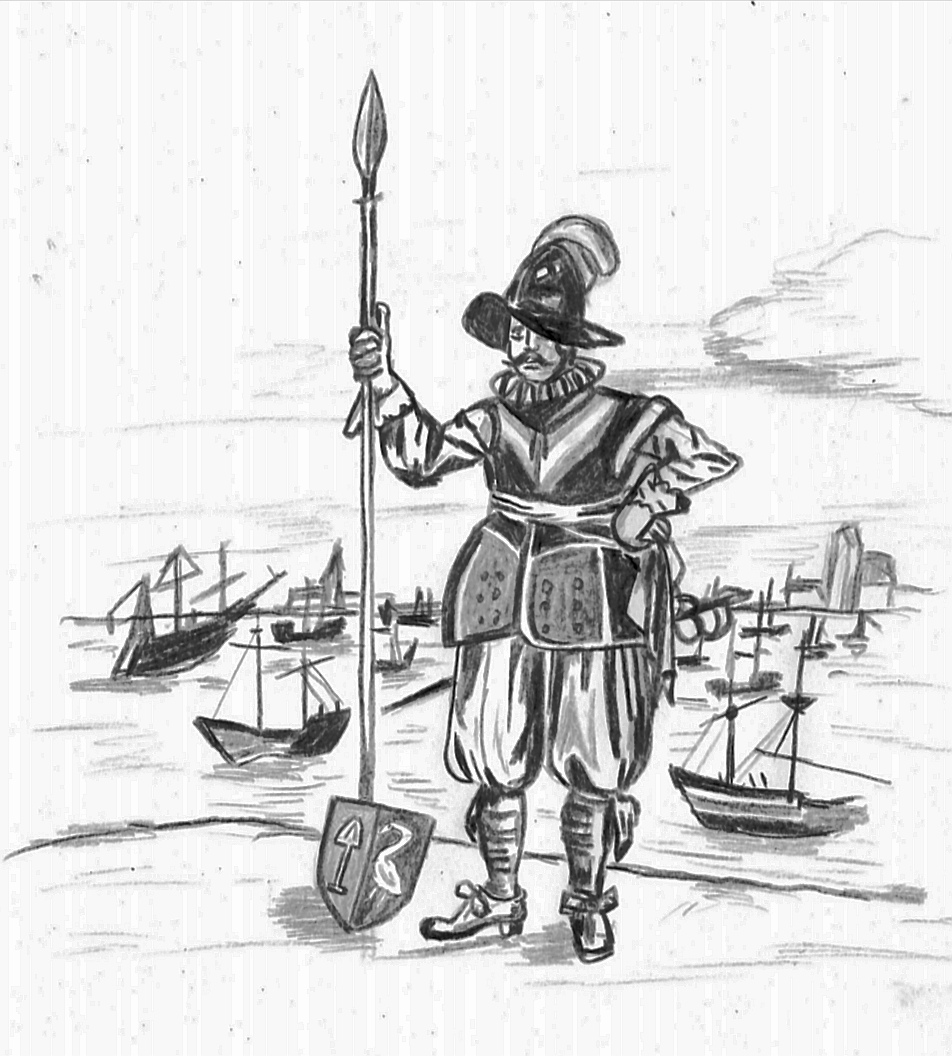
Lenaert Jansz de Graeff vor der Eroberung von Brille in einer historischen Skizze

Lenaert Jansz de Graeff, auch Lena(e)rt Jansz Graeff, Leendert de Graeff sowie Leonhard de Graeff (* 1525/30 in Amsterdam; † vor 1578 im Exil), der Patrizierfamilie De Graeff entstammend, war einer der reichsten Einwohner Amsterdams, Großhändler, Mitglied und „Unterstützer“ der Amsterdamer Reformierten und Geusen, Militär, sowie ein Freund und Mitstreiter des „Großen Geusen“ Heinrich von Brederode. Laut der De Graeff'schen Familienüberlieferung ist Lenaert Jansz de Graeff mit „Monseigneur de Graeff“ ident, welcher als führender Kapitän der Wassergeusen an der Eroberung von Brielle im Jahre 1572 beteiligt war. Zeitgenössische historische Bücher bezeichnen Lenaert Jansz de Graeff nebst Wilhelm II. von der Mark und Willem Bloys van Treslong als einen der Anführer der Wassergeusen. Sein Charakter wurde in dem historischen Roman De erfenis van de Grote Geus skizziert.

## Leben und Werk

### Familie
Lenaert Jansz de Graeff wurde als einer von vier Söhnen des Amsterdamer Ratsherren und Händlers Jan Pietersz Graeff († 1553) und dessen Ehefrau Stein Braseman im väterlichen Stadthaus De Keyser am Damrak (benannt nach der außerhalb des Gebäudes angebrachten „Keizerskroon“) geboren. De Graeff war zweimal verheiratet; zuerst mit Griet Jansdr Duivens und hernach mit Griet Hendriksdr Rooclaas, aus welcher Ehe zwei Töchter und ein Sohn geboren wurden:
- Steyntje Leonardsdr de Graeff (Stijn Leenaertsdr Graeff) geb. 1550, verheiratet mit Ellert Hendricksz Rooclaes (Roclaas) (gest. 03. 1610)
- Pieter Leonardsz de Graeff (Pieter Leenaertsz Graeff) geb. 1551, verehelicht (Ehegattin unbekannt)
- Jannetje Leonardsdr de Graeff (Jannetge Leenaertsdr Graeff), verehelicht mit Hillebrand Jorisz (5. September 1559 – 27. Mai 1632) aus der Familie Backer (die Nachkommen dessen Bruder Cornelis Jorisz nahmen den Familiennamen und das Wappen seiner Ehefrau Grietje Backer aus Bremen an) und Tante von Willem Cornelisz Backer; eine weitere Verwandtschaft führte sie zum Hamburger Patriziergeschlecht der Von Eitzen, da eine Tochter aus der Familie ihrer Nichte Cornelia Backer in die Familie des Albrecht von Eitzen (Bürgermeister von Hamburg von 1623 bis 1653) einheirate[10]

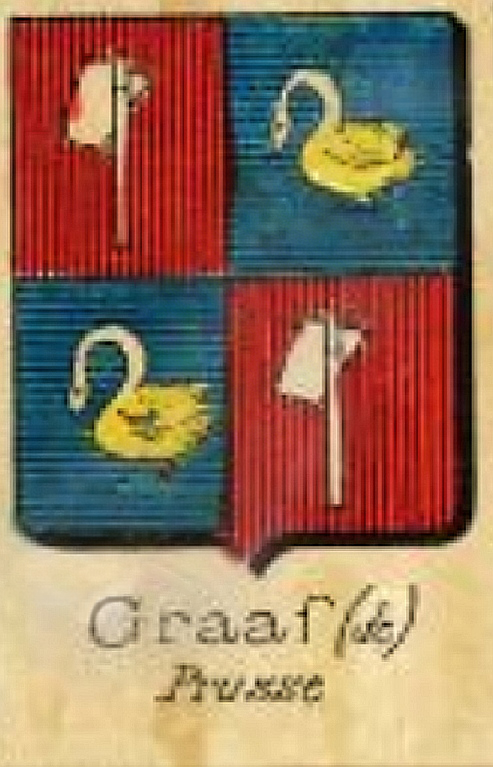
Wappen der Familie De Graaff/De Graaf in Preußen mit dem niederländischen De Graeff-Wappen (Graaff (de), Prusse - Orig. de Hollande) im Rietstap

- Ein weiterer Zweig der Familie war unter dem Namen De Graaff (De Graaf) in Holland und im 19. Jahrhundert auch in Preußen (Deutschland) ansässig. Das Genealogische Taschenbuch der Ritter- u. Adels-Geschlechter listet Dirk Reynier de Graaff (genannt 1596) als einen weiteren Sohn des Lenaert Jansz de Graeff (Leonardus de Graaff) auf.[13] Weshalb diese Familie, von der keine Erhebung in dem Adelsstand nachweisbar ist, in einem genealogischen Werk über Adelsgeschlechter erscheint, ist nicht eruierbar. Diese Abstammung wird auch durch den Rietstap Armorial Général bestätigt, der das (De) Graeff-Wappen auch durch Träger im vormaligen Preußen als Graaff (de), Prusse - Orig. de Hollande (auch de Graaf geschrieben) registrierte.[14] Das Wappen ist im Original wie folgt beschrieben: Graaff (de) Prusse - Orig. de Hollande - Écartelé aux 1 et 4 de gueules à une bêche d'argent le fer en haut aux 2 et 3 d'azur à un cygne d'argent Cimier la bêche sommée de trois plumes de paon au naturel Lambrequin d'argent et de gueules.[15] In den 1870er Jahren gingen die Gebrüder Gérard Hendrik Reinardus de Graaff (1853–1917) und Henri (Heinrich) de Graaff (1857–1924), Söhne des Juristen Reinardus Joostinus Marinus de Graaff (* 1829) aus Den Haag, als Offiziere in den preußischen Militärdienst.[13] Heinrich avancierte im Ersten Weltkrieg zum preußischen Generalleutnant, Gérard Hendrik Reinardus zum Generalmajor. Beide waren auch in Berlin wohnhaft. Es ist nicht bekannt, ob daraus eine Nachkommenschaft besteht.

#### Wappen

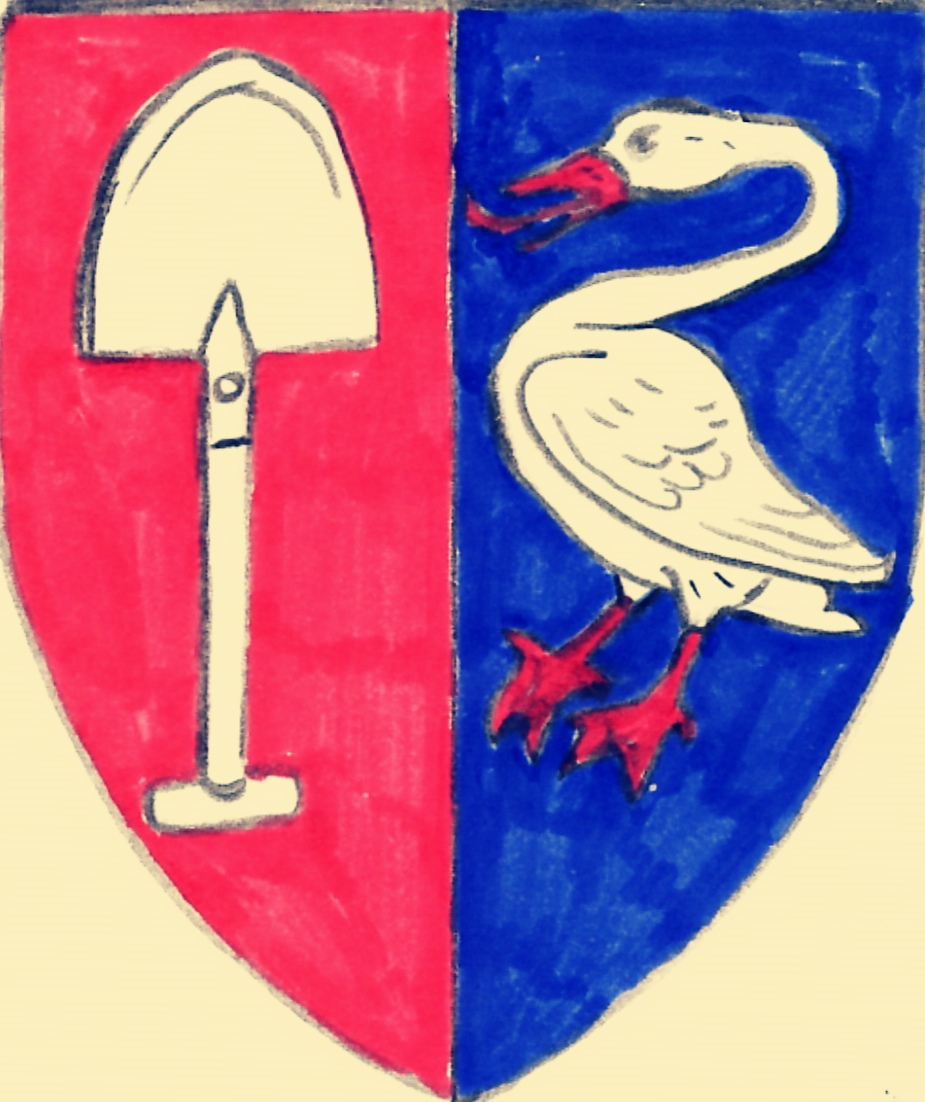
Stammwappen der Graeff (erstmals 1543 genannt)

Lenaert Jansz de Graeff führte folgendes Stammwappen:
- Im Wappenfeld I zeigt es auf rotem Grund die silberne Schaufel der Herren von Graben[16] und im Wappenfeld II auf blauen Grund einen silbernen Schwan, der von dem Geschlecht De Grebber aus dem Waterland herrühren soll.[17]

### In der Öffentlichkeit
Das niederländische Lexikon „Digitale bibliotheek voor de Nederlandse letteren“ vermeldet, dass Lenaert und seine beiden Brüder Dirk Jansz Graeff und Jacob Jansz Graeff zu den „angesehensten und reichsten Bürgern Amsterdams“ gehörten. Lenaert betrieb gemeinsam mit Dirk einen florierenden Eisenhandel im Graeffschen Haus De Keyser, und wurde [im Jahre 1578 ?] als viertreichster Einwohner der Stadt genannt. Des Weiteren war er im Besitz eines Hauses am Nieuwendijk, welches er zwischen den Jahren 1553 und 1557 bewohnte.
Von dem Brüderpaar Lenaert und Dirk erging auch im Jahre 1564 eine Klageschrift an die Landvögtin Margarethe von Parma über den Missbrauch der Rechtsprechung und die spanische Einmischung in die Stadtregierung. 1567 war De Graeff gemeinsam mit Adriaen Pauw und Cornelis Boelens einer der Gegner des geplanten Einmarsches von Karl I. von Brimeu (Graf von Megen) in die Stadt Amsterdam. Ein Vertrag zwischen der spanisch gesinnten Partei der Beigeordneten und der staatsgesinnten Partei wurde am 25. Februar 1567 in De Graeffs Haus De Keyser abgeschlossen.

#### Adjutant von Brederode
Unter Mithilfe von Lenaert Jansz de Graeff und der staatsgesinnten Partei wurde Graf Heinrich von Brederode im März desselben Jahres zum Generalkapitän der Stadt ernannt. De Graeff wurde Brederodes Adjutant/Assistent; er stand als Hauptmann an der Spitze der neu gegründeten, 300 (oder 400) Mann starken Bürgergarde. Das Kostgeld für Brederode in der Höhe von mehr als 4.000 Gulden streckte er der Stadt vor, die diese Summe im Jahr 1579 zurückbezahlte [da Lenaert schon vor 1578 im Ausland verstorben war, müsste diese Tilgung an seine Erben ergangen sein]. Nach kurzer Zeit wurde Brederode vom spanischen Feldherrn Philipp von Noircarmes aus der Stadt vertrieben. In Amsterdam wurde eine große spanische Garnison gegründet und De Graeff wurde von seinem Posten abgesetzt. Nach dem im August 1567 erfolgten Eintritt des Herzogs von Alba war De Graeff einer von vielen Gegnern der spanischen Fremdherrschaft, welche die Stadt verließen. Im Dezember wurde De Graeff gemeinsam mit vielen anderen Regimegegnern vor den Ratsausschuss von Beroerte beordert, wo ihm sein gesamtes Hab und Gut konfisziert werden sollte. Anscheinend konnte er sein Hab und Gut jedoch in Sicherheit bringen, und 1569 gemeinsam mit Adriaen Pauw, Pieter Jacobsz Schaep und Dirk Jansz Quintink - die aufgrund von Vorwürfen einer Kindstaufe nach neuem calvinistischem Ritus [Pauw], einer Waffenanwendung gegen die Amsterdamer Vroedschap [De Graeff und Quintink] sowie wegen Almosenverteilung [Schaep] im Namen des spanischen Königs Philipp II. steckbrieflich gesucht wurden - Amsterdam mittels Flucht verlassen. Im selben Jahr wurde sein Stadthaus am Nieuwendijk im Namen des Königs konfisziert.

#### Als Wassergeuse

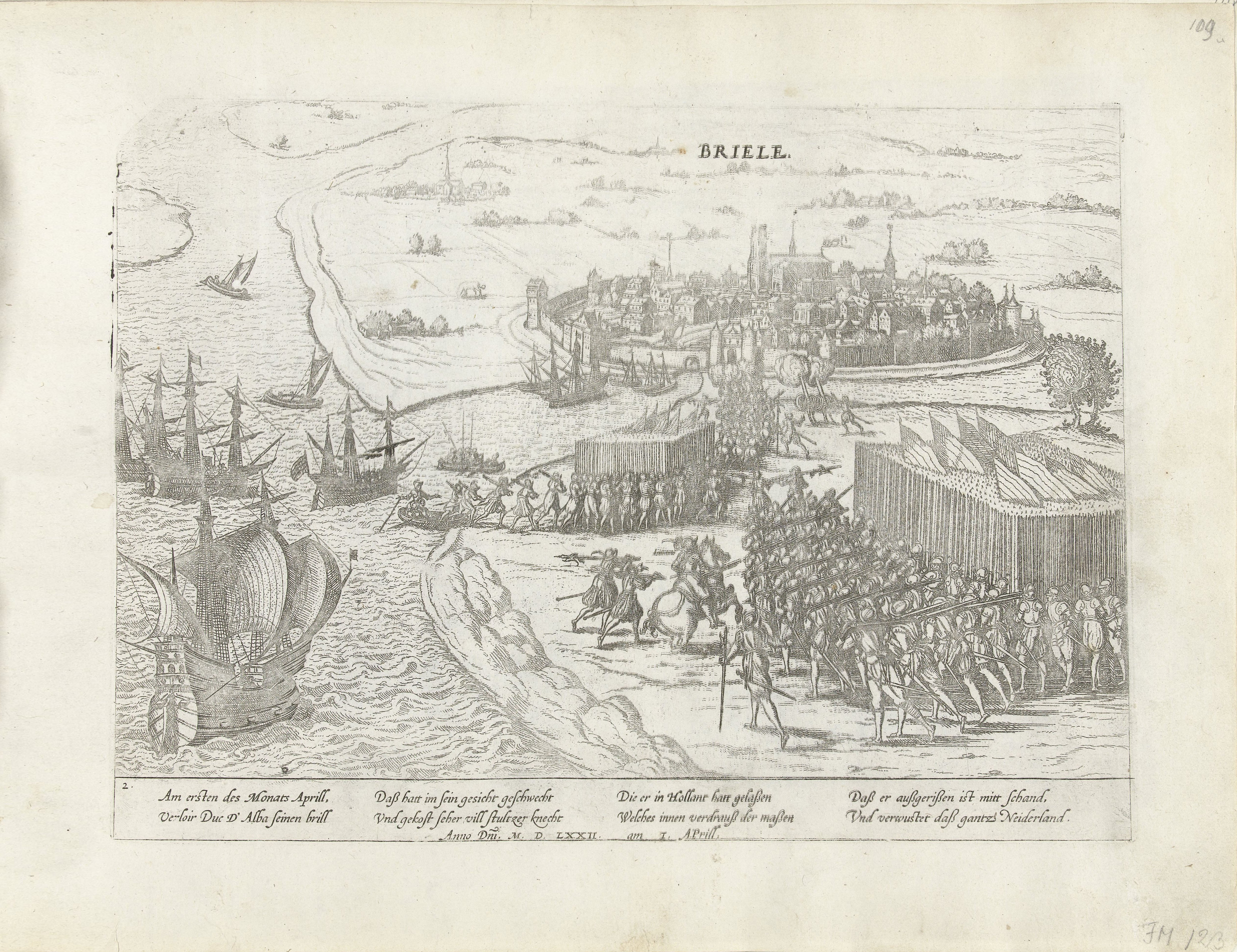
Die Eroberung von Brielle durch die Flotte der Wassergeusen – Gravur von Frans Hogenberg

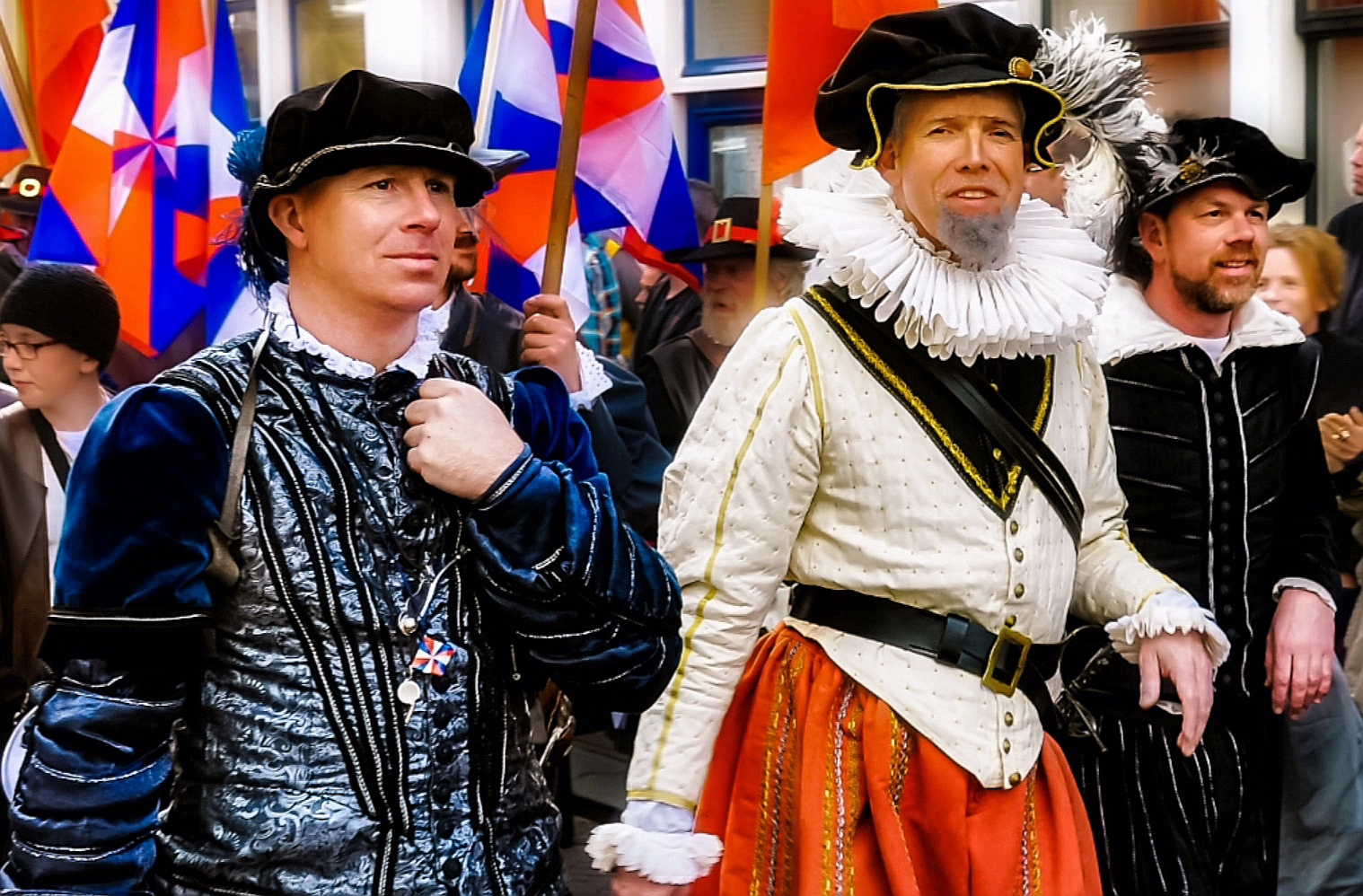
Historischer Umzug in Den Briel anlässlich der 540-Jahr-Feier der Eroberung von Brille am 1. April 2012. Die Anführer der Wassergeusen, Wilhelm II. von der Mark (Mitte), Willem Bloys van Treslong (links) und Lenaert Jansz de Graeff (rechts).

Lenaert Jansz de Graeff emigrierte nach Brügge und reiste gemeinsam mit anderen Emigranten nach England, um dort einige Kriegsschiffe auszurüsten, die sich später unter seinem Kommando mit der Geusen-Flotte unter Admiral Wilhelm II. von der Mark vereinigten.
Aufgrund dieser Gegebenheiten ist De Graeff höchst wahrscheinlich identisch mit „Monseigneur de Graeff van Brugge“, einem Kapitän der Wassergeusen. Dieser im niederländischen Lexikon „Digitale bibliotheek voor de Nederlandse letteren“ beschriebene De Graeff, dessen Vorname hier nicht bekannt ist, plünderte 1571 diverse spanische Schiffe unter dem Sint Martinseiland. Die Schiffe wurden samt Mannschaft und Ladung in den Hafen von Dover geschleppt und nach Zahlung eines Lösegelds wieder in die Freiheit entlassen. 1572 vereinigten sich die zuvor in England von De Graeff ausgerüsteten Schiffe mit der Flotte der Wassergeusen unter dem Kommando von Von der Mark. Im März kreuzten sie in der Nordsee, und am 1. April gelangten 26 Schiffe, worunter die von De Graeff, durch einen schweren Sturm in die Maasmündung vor Brielle zu gelangen. Er nahm mit seinem Schiffen bei der für die Wassergeusen erfolgreich verlaufenen Eroberung von Brielle teil. Historische, sowie im Speziellen Militärhistorische Werke, beschreiben De Graeff nebst Von der Mark und Willem Bloys van Treslong als einen der Anführer der Wassergeusen. Eine weitere Wahrscheinlichkeit für die Aktivität De Graeffs liefert auch das Geständnisregister der Schepen von Amsterdam vom 6. Juni 1572, wo die Vernehmung eines gewissen Jacques Bulderman verzeichnet ist, der gesteht, aus England ausgewiesen worden zu sein, und auf dem Schiff von Monsieur de Graeff van Brugge seinen Dienst angetreten zu sein, und auch mit ihm beim Angriff auf Briel dabei gewesen zu sein. Der niederländische Autor Jaap van de Wal skizzierte seinen Charakter im historischen Roman De erfnis van de Grote Geus.
Über de Graeffs anschließendes Leben sind keine wissenschaftlich gesicherten Daten bekannt. Er verstarb vor dem Jahre 1578 im Exil.

## Information
Die Daten zu diesem Artikel wurden aus der seit 2006 bestehenden Graeff Forschung von Matthias Laurenz Gräff übernommen.

## Genealogische Literatur
- P. De Graeff (P. de Graeff Gerritsz und Dirk de Graeff van Polsbroek): Genealogie van de familie De Graeff van Polsbroek. Amsterdam 1882.
- J. H. De Bruijn: Genealogie van het geslacht De Graeff van Polsbroek 1529/1827.